# Echeveria sedoides
Echeveria sedoides là một loài thực vật có hoa trong họ Crassulaceae. Loài này được E.Walther miêu tả khoa học đầu tiên năm 1958.